# Nacionalismo húngaro

Mapa de la "Gran Hungría", con los colores de la bandera nacional. La vuelta a las fronteras anteriores a 1920 es una de las reclamaciones del nacionalismo húngaro más extremo.

El Nacionalismo húngaro o nacionalismo magiar es el movimiento social, político e ideológico que desde el siglo XIX ha venido conformando la identidad nacional de Hungría. Este movimiento se desarrolló a partir de 1830 a través de las corrientes del nacionalismo político y la participación de masas. Desde la Primera Guerra Mundial el nacionalismo magiar ha evolucionado a posiciones irredentistas, principalmente con la aspiración de recuperar los territorios perdidos en el Tratado de Trianon.

## Historia
Sus orígenes se encuentran a comienzos del siglo XIX, en parte como un rechazo al poder absoluto de la dinastía Habsburgo que dominaba el Reino de Hungría dentro del Imperio Austriaco. Desde la Batalla de Mohács en 1527, el país quedó bajo control primero de los otomanos y luego de los austriacos. Al calor de las Revoluciones de 1848, ese año estalló en Hungría un levantamiento popular que acabó desembocando en una guerra de independencia contra los Habsburgo. Aunque la Revolución húngara de 1848 acabó fracasando en sus objetivos y fue víctima de una sangrienta represión, el sentimiento nacionalista quedó fuertemente impregnado.
El movimiento nacionalista en Hungría durante el siglo XIX estuvo fuertemente influenciado por el llamado "nacionalismo musical", destacando los compositores Béla Bartók y Zoltán Kodály con sus obras sobre el Folclore húngaro tradicional. También se manifestó en la renacida literatura magiar que se desarrollaba al calor del romanticismo. En la búsqueda de símbolos nacionales, la encontraron en la figura del rey medieval Esteban I. Los nacionalistas húngaros también entraron en contacto con el turanismo, corriente que defendía la conexión de los magiares con los pueblos túrquicos del Asia Central. El Turanismo húngaro acabó señalando que los magiares seminómadas procedían de las estepas y que su cultura era similar a la de los pueblos esteparios, pero esta teoría no esutvo nunca científicamente avalada y no tardó en convertirse en un arcaísmo. Sin embargo, estos planteamientos continuaron teniendo acogida en los círculos nacionalistas.
Políticamente la situación continuó invariable hasta el Compromiso austrohúngaro de 1867, que en la práctica supuso la creación de una monarquía dual y la concesión de mayor autonomía a los húngaros. Con esto, no solo se acordaba un reparto del poder entre las élites austriacas y húngaras, sino que también implicaba crear una barrera que frenase las ansias nacionalistas húngaras. El compromiso permitió así que las autoridades húngaras pudieran emprender a cabo una política de "magiarización" sobre las poblaciones no húngaras que se hallaban en los territorios de la Corona de Hungría, en parte mediante el aprendizaje del idioma magiar. Si bien esta política logró "magiarizar" a un elevado porcentaje de la población no-húngara, los que no hablaban o entendieran húngaro quedaron relegados a personas de segunda categoría, algo que más adelante se volvería en contra de los líderes húngaros. 
Paradójicamente, la progresiva radicalización de los nacionalistas húngaros a partir de 1900 acabó contribuyendo al colapso final del Imperio austrohúngaro, que se materializó al final de la Primera Guerra Mundial con la abdicación del Emperador y la desmembración de la monarquía dual. El 31 de octubre de 1918 Hungría declaraba su independencia. En 1920 el territorio nacional húngaro sufrió una grave merma a consecuencia del Tratado de Trianon, perdiendo el 65% de su población respecto al censo de 1910 y los territorios de Transilvania, Croacia-Eslavonia, Eslovaquia y Voivodina. Por ello, los movimientos nacionalistas sufrieron una profunda transformación y dieron un giro hacia el irredentismo, con el objetivo de recuperar los territorios perdidos en Trianon. El régimen del almirante Miklós Horthy logró la recuperación de algunos territorios mediante los Arbitrajes de Viena y la intervención militar en la Segunda Guerra Mundial junto a la Alemania nazi. El nacionalismo húngaro volvió a verse revitalizado por movimientos como el extremista y filo-nazi Partido de la Cruz Flechada de Ferenc Szálasi, que creía en la existencia de una raza "turano-húngara". Este planteamiento fue una de las ideas claves del "Hungarismo" planteado por Szálasi. En 1944 las fuerzas alemanas invadieron el país y se hicieron con el control, deponiendo al almirante Horthy. Hitler situó a Szálasi a la cabeza de un nuevo "Estado Húngaro" supeditado a los intereses alemanes, pero en la primavera de 1945 las fuerzas soviéticas ya se habían hecho con el control del país. Después de la contienda, Hungría volvió a las fronteras de 1920 y el país quedó integrado en la zona de influencia soviética hasta 1989.
Después del 2000, en buena parte debido a la actual crisis económica, el nacionalismo ha tenido un importante aumento en su popularidad entre los húngaros. Movimientos políticos como Jobbik declaran abiertamente pertenecer al nacionalismo húngaro. En la actualidad, todavía un 25% de la población magiar vive fuera de las fronteras húngaras, lo que sigue creando numerosas fricciones entre el gobierno de Budapest y sus vecinos.